# Lista de presidentes do Peru
Esta é uma lista daqueles que serviram como Presidente da República do Peru (Chefe de Estado e Chefe de Governo do Peru) desde o seu estabelecimento até o presente. O cargo foi estabelecido pelo Congresso Constituinte do Peru (1822), após a renúncia de José de San Martín ao cargo de Protetor do Peru e sua posterior saída do país. O primeiro presidente foi José de la Riva Agüero e a atual presidente em exercício é Dina Boluarte, a primeira mulher a ocupar o cargo. Na história do cargo, houve uma série de crises políticas, caudilhos, revolta de quartéis, guerras civis, morte do titular, golpes de estado, tentativas parlamentares de destituição da presidência, um autogolpe e vacâncias ditadas pelo congresso. A lista é baseada na obra do historiador Jorge Basadre, constituições, leis e decretos em cada caso. Mesmo não tendo sido presidentes, a lista inclui os Libertadores José de San Martín e Simón Bolívar por sua relevância histórica na independência do Peru e sua consolidação.

## Presidentes da República do Peru

### A corrente libertadora do Sul e o surgimento da República Peruana (1820 - 1823)
| Nº | Fotografia             | Presidente             | Início de Governo       | Fim de Governo               | Vice-presidente | Referências |
| -- | ---------------------- | ---------------------- | ----------------------- | ---------------------------- | --------------- | ----------- |
| 1  |                        | José de la Riva Agüero | 28 de fevereiro de 1823 | 23 de junho de 1823          | —               | [ 2 ]       |
| 2  |                        | José Bernardo de Tagle | 16 de agosto de 1823    | 18 de novembro de 1823       | —               | [ 3 ]       |
| 2  | 18 de novembro de 1823 | José Bernardo de Tagle | 10 de fevereiro de 1824 | Diego de Aliaga e Santa Cruz |                 | [ 3 ]       |

### A corrente libertadora do Norte e a consolidação da independência peruana (1823 - 1826)
| Nº | Fotografia             | Presidente      | Início de Governo      | Fim de Governo         | Vice-presidente                            | Referências |
| -- | ---------------------- | --------------- | ---------------------- | ---------------------- | ------------------------------------------ | ----------- |
| 3  |                        | José de La Mar  | 10 de junho de 1827    | 7 de junho de 1829     | Manuel Salazar e Baquijano                 | [ 4 ]       |
| 4  |                        | Agustín Gamarra | 1º de setembro de 1829 | 19 de dezembro de 1829 | Antonio Gutiérrez de la Fuente (1829-1831) | [ 5 ]       |
| 4  | 19 de dezembro de 1829 | Agustín Gamarra | 19 de dezembro de 1833 |                        | Antonio Gutiérrez de la Fuente (1829-1831) | [ 5 ]       |

### Guerra Civil peruana de 1835-1836
| Nº | Fotografia | Presidente                      | Início de Governo       | Fim de Governo          | Vice-presidente | Referências |
| -- | ---------- | ------------------------------- | ----------------------- | ----------------------- | --------------- | ----------- |
| 5  |            | Luis José de Orbegoso y Moncada | 20 de dezembro de 1833  | 22 de fevereiro de 1835 | —               | [ 6 ] [ 7 ] |
| 6  |            | Felipe Santiago Salaverry       | 25 de fevereiro de 1835 | 7 de fevereiro de 1836  | —               | [ 8 ]       |
| 7  |            | Luis José de Orbegoso y Moncada | 8 de janeiro de 1836    | 11 de agosto de 1836    | —               | [ 6 ] [ 7 ] |

### Confederação Peru-Boliviana (1836-1839)

#### Restauração da República do Peru
| Nº | Fotografia           | Presidente      | Início de Governo      | Fim de Governo       | Vice-presidente | Referências |
| -- | -------------------- | --------------- | ---------------------- | -------------------- | --- | ----------- |
| 8  |                      | Agustín Gamarra | 20 de janeiro de 1839  | 15 de agosto de 1839 | Manuel Menendez (Presidente do Conselho de Estado) Justo Figuerola (1º Vice-presidente do Conselho de Estado) 19 Juan Francisco de Vidal La Hoz (2º Vice-presidente do Conselho de Estado) | [ 5 ]       |
| 8  | 15 de agosto de 1839 | Agustín Gamarra | 10 de julho de 1840    |                      | Manuel Menendez (Presidente do Conselho de Estado) Justo Figuerola (1º Vice-presidente do Conselho de Estado) 19 Juan Francisco de Vidal La Hoz (2º Vice-presidente do Conselho de Estado) | [ 5 ]       |
| 8  | 10 de julho de 1840  | Agustín Gamarra | 18 de novembro de 1841 |                      | Manuel Menendez (Presidente do Conselho de Estado) Justo Figuerola (1º Vice-presidente do Conselho de Estado) 19 Juan Francisco de Vidal La Hoz (2º Vice-presidente do Conselho de Estado) | [ 5 ]       |

### Início da Anarquia (1841-1845)
| Nº | Fotografia | Presidente                | Início de Governo      | Fim de Governo       | Vice-presidente | Referências |
| -- | ---------- | ------------------------- | ---------------------- | -------------------- | --- | ----------- |
| 9  |            | Manuel Menéndez           | 18 de novembro de 1841 | 16 de agosto de 1842 | Justo Figuerola (1º Vice-presidente do Conselho de Estado) Juan Francisco de Vidal La Hoz (2º Vice-presidente do Conselho de Estado) |             |
| 10 |            | Juan Francisco de Vidal   | 20 de outubro de 1842  | 15 de março de 1843  | — | [ 9 ]       |
| 11 |            | Manuel Ignacio de Vivanco | 27 de março de 1843    | 17 de junho de 1844  | — | [ 10 ]      |
| 12 |            | Manuel Menéndez           | 7 de outubro de 1844   | 20 de abril de 1845  | — |             |

### Fim da Anarquia (1845)
| Nº | Fotografia              | Presidente                | Início de Governo      | Fim de Governo          | Vice-presidente                                                                | Referências |
| -- | ----------------------- | ------------------------- | ---------------------- | ----------------------- | ------------------------------------------------------------------------------ | ----------- |
| 13 |                         | Ramón Castilla            | 20 de abril de 1845    | 20 de abril de 1851     | —                                                                              | [ 11 ]      |
| 14 |                         | José Rufino Echenique     | 20 de abril de 1851    | 5 de janeiro de 1855    | —                                                                              | [ 12 ]      |
| 15 |                         | Ramón Castilla            | 5 de janeiro de 1855   | 24 de outubro de 1858   | —                                                                              | [ 11 ]      |
| 15 | 24 de outubro de 1858   | Ramón Castilla            | 24 de outubro de 1862  | Juan Manuel del Mar     |                                                                                | [ 11 ]      |
| 16 |                         | Miguel de San Román       | 24 de outubro de 1862  | 3 de abril de 1863      | 1º Juan Antonio Pezet 2º Pedro Diez Canseco Corbacho                           | [ 13 ]      |
| 17 |                         | Juan Antonio Pezet        | 5 de agosto de 1863    | 8 de novembro de 1865   | Pedro Diez Canseco Corbacho                                                    |             |
| 18 |                         | Mariano Ignacio Prado     | 28 de novembro de 1865 | 15 de fevereiro de 1867 | —                                                                              | [ 14 ]      |
| 18 | 15 de fevereiro de 1867 | Mariano Ignacio Prado     | 31 de agosto de 1867   | —                       |                                                                                | [ 14 ]      |
| 18 | 31 de agosto de 1867    | Mariano Ignacio Prado     | 5 de janeiro de 1868   | —                       |                                                                                | [ 14 ]      |
| 19 |                         | Pedro Diez Canseco        | 22 de janeiro de 1868  | 2 de agosto de 1868     | —                                                                              | [ 15 ]      |
| 20 |                         | José Balta                | 2 de agosto de 1868    | 22 de julho de 1872     | 1º Mariano Herencia-Zevallos 2º Francisco Diez-Canseco Corbacho                | [ 16 ]      |
| 21 |                         | Mariano Herencia Zevallos | 27 de julho de 1872    | 2 de agosto de 1872     | Francisco Diez-Canseco Corbacho                                                |             |
| 22 |                         | Manuel Pardo              | 2 de agosto de 1872    | 2 de agosto de 1876     | 1º Manuel Costas Arce (1872-1876) 2º Francisco Garmendia Puértolas (1872-1873) | [ 17 ]      |

### Guerra do Pacífico
| Nº | Fotografia             | Presidente                | Início de Governo      | Fim de Governo                               | Vice-presidente                              | Referências |
| -- | ---------------------- | ------------------------- | ---------------------- | -------------------------------------------- | -------------------------------------------- | ----------- |
| 23 |                        | Mariano Ignacio Prado     | 2 de agosto de 1876    | 18 de dezembro de 1879                       | 1º Luis La Puerta 2º José Francisco Canevaro | [ 14 ]      |
| 24 |                        | Luis La Puerta            | 18 de dezembro de 1879 | 23 de dezembro de 1879                       | José Francisco Canevaro                      |             |
| 25 |                        | Nicolás de Piérola        | 23 de dezembro de 1879 | 28 de julho de 1881                          | —                                            |             |
| 25 | 29 de julho de 1881    | Nicolás de Piérola        | 28 de novembro de 1881 | —                                            |                                              |             |
| 26 |                        | Francisco García Calderón | 12 de março de 1881    | 10 de julho de 1881                          | —                                            | [ 18 ]      |
| 26 | 10 de julho de 1881    | Francisco García Calderón | 6 de novembro de 1881  | 1º Lizardo Montero 2º Andrés Avelino Cáceres |                                              | [ 18 ]      |
| 27 |                        | Lizardo Montero Flores    | 6 de novembro de 1881  | 28 de outubro de 1883                        | Andrés Avelino Cáceres                       | [ 19 ]      |
| 28 |                        | Miguel Iglesias           | 31 de agosto de 1882   | 30 de dezembro de 1882                       | —                                            | [ 20 ]      |
| 28 | 30 de dezembro de 1882 | Miguel Iglesias           | 1º de março de 1884    | —                                            |                                              | [ 20 ]      |
| 28 | 1º de março de 1884    | Miguel Iglesias           | 3 de dezembro de 1885  | —                                            |                                              | [ 20 ]      |

### Fim da Guerra do Pacífico
| Nº | Fotografia            | Presidente                      | Início de Governo      | Fim de Governo                                      | Vice-presidente                                                                  | Referências   |
| -- | --------------------- | ------------------------------- | ---------------------- | --------------------------------------------------- | -------------------------------------------------------------------------------- | ------------- |
| 29 |                       | Andrés Avelino Cáceres          | 3 de junho de 1886     | 10 de agosto de 1890                                | 1º Remigio Morales Bermúdez 2º Aurélio Denegri                                   | [ 21 ]        |
| 30 |                       | Remigio Morales Bermúdez        | 10 de agosto de 1890   | 1º de abril de 1894                                 | 1º Pedro Alejandrino del Solar 2º Justiniano Borgonho                            | [ 22 ]        |
| 31 |                       | Justiniano Borgoño              | 1º de abril de 1894    | 10 de agosto de 1894                                | —                                                                                |               |
| 32 |                       | Andrés Avelino Cáceres          | 10 de agosto de 1894   | 20 de março de 1895                                 | 1º César Canevaro 2º Cesáreo Chacaltana                                          | [ 21 ]        |
| 33 |                       | Nicolás de Piérola              | 8 de setembro de 1895  | 8 de setembro de 1899                               | 1º William Billinghurst 2º Seminário Augusto e Váscones                          |               |
| 34 |                       | Eduardo López de Romaña         | 8 de setembro de 1899  | 8 de setembro de 1903                               | 1º Isaac Alzamora 2º Federico Bresani                                            | [ 23 ]        |
| 35 |                       | Manuel Candamo Iriarte          | 8 de setembro de 1903  | 7 de maio de 1904                                   | 1º Lino Alarco 2º Serapio Calderon                                               |               |
| 36 |                       | Serapio Calderón                | 7 de maio de 1904      | 24 de setembro de 1904                              | —                                                                                |               |
| 37 |                       | José Pardo y Barreda            | 24 de setembro de 1904 | 24 de setembro de 1908                              | José Salvador Cavero Ovalle                                                      | [ 24 ]        |
| 38 |                       | Augusto B. Leguía y Salcedo     | 24 de setembro de 1908 | 24 de setembro de 1912                              | 1º Eugenio Larrabure e Unanue 2º Belisário Sosa                                  | [ 25 ]        |
| 39 |                       | Guillermo Billinghurst          | 24 de setembro de 1912 | 4 de fevereiro de 1914                              | 1º Roberto Leguia 2º Miguel Echenique                                            | [ 26 ]        |
| 40 |                       | Óscar Raymundo Benavides Larrea | 4 de fevereiro de 1914 | 15 de maio de 1914                                  | —                                                                                | [ 27 ]        |
| 40 | 15 de maio de 1914    | Óscar Raymundo Benavides Larrea | 18 de agosto de 1915   | —                                                   |                                                                                  | [ 27 ]        |
| 41 |                       | José Pardo y Barreda            | 18 de agosto de 1915   | 4 de julho de 1919                                  | 1º Ricardo Bentin Sánchez 2º Melitón Carvajal                                    | [ 24 ]        |
| 42 |                       | Augusto B. Leguía y Salcedo     | 4 de julho de 1919     | 12 de outubro de 1919                               | —                                                                                | [ 25 ]        |
| 42 | 12 de outubro de 1919 | Augusto B. Leguía y Salcedo     | 12 de outubro de 1924  | 1º César Canevaro 2º Agustín de la Torre González 5 |                                                                                  | [ 25 ]        |
| 42 | 12 de outubro de 1924 | Augusto B. Leguía y Salcedo     | 12 de outubro de 1929  | —                                                   |                                                                                  | [ 25 ]        |
| 42 | 12 de outubro de 1929 | Augusto B. Leguía y Salcedo     | 25 de agosto de 1930   | —                                                   |                                                                                  | [ 25 ]        |
| 43 |                       | Luis Miguel Sánchez Cerro       | 27 de agosto de 1930   | 1º de março de 1931                                 | —                                                                                | [ 28 ]        |
| 43 | 8 de dezembro de 1931 | Luis Miguel Sánchez Cerro       | 30 de abril de 1933    | —                                                   |                                                                                  | [ 28 ]        |
| 44 |                       | Óscar Raymundo Benavides Larrea | 30 de abril de 1933    | 8 de dezembro de 1939                               | 1º Ernest Montagne Markholz (1936-1939) 2º Antonio Rodríguez Ramírez (1936-1939) | [ 27 ]        |
| 45 |                       | Manuel Prado y Ugarteche        | 8 de dezembro de 1939  | 28 de julho de 1945                                 | 1º Rafael Larco Herrera 2º Charles Gibson                                        |               |
| 46 |                       | José Luis Bustamante y Rivero   | 28 de julho de 1945    | 29 de outubro de 1948                               | 1º José Gálvez Barrenechea 2º Eduardo Ganoza e Ganoza                            | [ 29 ]        |
| 47 |                       | Manuel A. Odría                 | 1º de novembro de 1948 | 1º de junho de 1950                                 | Zenon Noriega                                                                    | [ 30 ]        |
| 47 | 28 de julho de 1950   | Manuel A. Odría                 | 28 de julho de 1956    | 1º Heitor Boza 2º Federico Bolognesi Bolognesi      |                                                                                  | [ 30 ]        |
| 48 |                       | Manuel Prado y Ugarteche        | 28 de julho de 1956    | 18 de julho de 1962                                 | 1º Luis Gallo Porras 2º Carlos Moreyra e Paz Soldán                              |               |
| 49 |                       | Ricardo Pérez Godoy             | 18 de julho de 1962    | 3 de março de 1963                                  | 1º Nicolas Lindley Lopez 2º Pedro Vargas Prada                                   | [ 31 ]        |
| 50 |                       | Nicolás Lindley López           | 3 de março de 1963     | 28 de julho de 1963                                 | —                                                                                | [ 32 ]        |
| 51 |                       | Fernando Belaunde Terry         | 28 de julho de 1963    | 3 de outubro de 1968                                | 1º Edgardo Seoane 2º Mario Polar Ugarteche                                       | [ 33 ]        |
| 52 |                       | Juan Velasco Alvarado           | 3 de outubro de 1968   | 29 de agosto de 1975                                | Edgardo Mercado Jarrin                                                           | [ 34 ]        |
| 53 |                       | Francisco Morales Bermúdez      | 30 de agosto de 1975   | 28 de julho de 1980                                 | Peter Richter Prada                                                              | [ 35 ]        |
| 54 |                       | Fernando Belaúnde Terry         | 28 de julho de 1980    | 28 de julho de 1985                                 | 1º Fernando Schwalb 2º Javier Alva Orlandini                                     | [ 33 ]        |
| 55 |                       | Alan Garcia                     | 28 de julho de 1985    | 28 de julho de 1990                                 | 1º Luis Alberto Sanchez 2º Luís Alva Castro                                      | [ 36 ]        |
| 56 |                       | Alberto Fujimori                | 28 de julho de 1990    | 5 de abril de 1992                                  | 1º Máximo San Román 2º Carlos García y García                                    | [ 37 ]        |
| 56 | 22 de abril de 1992   | Alberto Fujimori                | 9 de janeiro de 1993   | Jaime Yoshiyama                                     |                                                                                  | [ 37 ]        |
| 56 | 9 de janeiro de 1993  | Alberto Fujimori                | 28 de julho de 1995    | Jaime Yoshiyama                                     |                                                                                  | [ 37 ]        |
| 56 | 28 de julho de 1995   | Alberto Fujimori                | 28 de julho de 2000    | 1º Ricardo Márquez Flores 2º César Paredes Canção   |                                                                                  | [ 37 ]        |
| 56 | 28 de julho de 2000   | Alberto Fujimori                | 21 de novembro de 2000 | 1º Francisco Tudela 2º Ricardo Márquez Flores       |                                                                                  | [ 37 ]        |
| 57 |                       | Valentín Paniagua Corazao       | 22 de novembro de 2000 | 28 de julho de 2001                                 | Assumiu a presidência após a renúncia de Alberto Fujimori.                       | [ 38 ]        |
| 58 |                       | Alejandro Toledo                | 28 de julho de 2001    | 28 de julho de 2006                                 | 1º Raúl Diez Canseco Terry (2001-2004) 2º David Waisman (2001-2006)              | [ 39 ]        |
| 59 |                       | Alan García                     | 28 de julho de 2006    | 28 de julho de 2011                                 | 1º Luís Giampietri 2º Lourdes Mendoza del Solar                                  | [ 40 ] [ 41 ] |
| 60 |                       | Ollanta Humala                  | 28 de julho de 2011    | 28 de julho de 2016                                 | 1ª Marisol Espinoza (2011-2016) 2º Omar Chehade (2011-2012)                      | [ 42 ]        |
| 61 |                       | Pedro Pablo Kuczynski           | 28 de julho de 2016    | 23 de março de 2018                                 | 1º Martín Vizcarra 2º Mercedes Aráoz                                             | [ 43 ] [ 44 ] |
| 62 |                       | Martin Vizcarra                 | 23 de março de 2018    | 9 de novembro de 2020                               | Mercedes Aráoz (2018-2019)                                                       | [ 45 ] [ 46 ] |
| 63 |                       | Manuel Merino                   | 10 de novembro de 2020 | 15 de novembro de 2020                              | —                                                                                | [ 47 ] [ 48 ] |
| 64 |                       | Francisco Sagasti               | 17 de novembro de 2020 | 28 de julho de 2021                                 | —                                                                                | [ 49 ]        |
| 65 |                       | Pedro Castillo                  | 28 de julho de 2021    | 7 de dezembro de 2022                               | Dina Boluarte                                                                    | [ 50 ] [ 51 ] |
| 66 |                       | Dina Boluarte                   | 7 de dezembro de 2022  | até a atualidade                                    | —                                                                                | [ 52 ]        |

## Termo aditivo
Os mencionados na lista a seguir foram empossados como presidentes do Peru, produto de uma crise política, porém nunca conseguiram governar.
| Nº | Fotografia | Presidente       | Início de Governo      | Fim de Governo       | Vice-presidente        | Referências   |
| -- | ---------- | ---------------- | ---------------------- | -------------------- | ---------------------- | ------------- |
| —  |            | Máximo San Román | 21 de abril de 1992    | 6 de janeiro de 1993 | Carlos García y García | [ 53 ]        |
| —  |            | Mercedes Aráoz   | 30 de setembro de 2019 | 1 de outubro de 2019 | —                      | [ 54 ] [ 55 ] |

## Ex-presidentes vivos
A dignidade de ex-presidente da República foi reconhecida na Constituição para a República do Peru de 1979, que determinou:
"(...) os ex-presidentes Constitucionais da República são Senadores vitalícios, não sendo considerados para efeitos do Art. 169 (quórum de instalação do Congresso)."
Em virtude de tal artigo constitucional, José Luis Bustamante y Rivero (até sua morte), Fernando Belaúnde Terry (até a crise constitucional de 1992 ) e Alan García (até a crise constitucional de 1992 ) foram senadores vitalícios.
Atualmente, os ex-presidentes constitucionais recebem uma pensão vitalícia equivalente ao salário de um deputado, suspensa quando voltam a exercer cargos públicos ou quando o Congresso faz uma acusação constitucional contra eles. Esta última suspensão só poderá ser levantada se o Judiciário concluir que o ex-mandatário é inocente. Após a morte, é transferido para o seu cônjuge sobrevivente e/ou filho menor. Em 2016, com a redução dos benefícios dos conselheiros, ex-presidentes contam apenas com segurança pessoal.
Em 2006, Morales Bermúdez, Paniagua Corazao e Alejandro Toledo Manrique, na qualidade de ex-presidentes, foram convidados para o Acordo Nacional, um fórum de diálogo para grupos políticos e instituições da sociedade peruana. Apesar do convite, Ollanta Humala não compareceu.
Dois casos são particulares, por certa semelhança:
- Augusto B. Leguía y Salcedo, em seu terceiro mandato no período de onze anos, foi deposto pelo golpe de estado de 1930, acontecimento após o qual foi impedido de deixar o país, e preso por ser acusado de crimes de enriquecimento ilícito cometidos durante seu governo.[56] As precárias condições de sua prisão levaram ao colapso de sua saúde, muito gravemente ele foi transferido para o Hospital Naval de Callao, onde morreu.
- Alberto Fujimori em seu terceiro mandato foi afastado do cargo por incapacidade moral, após sua renúncia do Japão ter sido rejeitada. Após um longo processo de extradição, enfrenta acusações na prisão por vários crimes, recebeu cinco condenações, a mais grave por crimes contra a humanidade.[57]

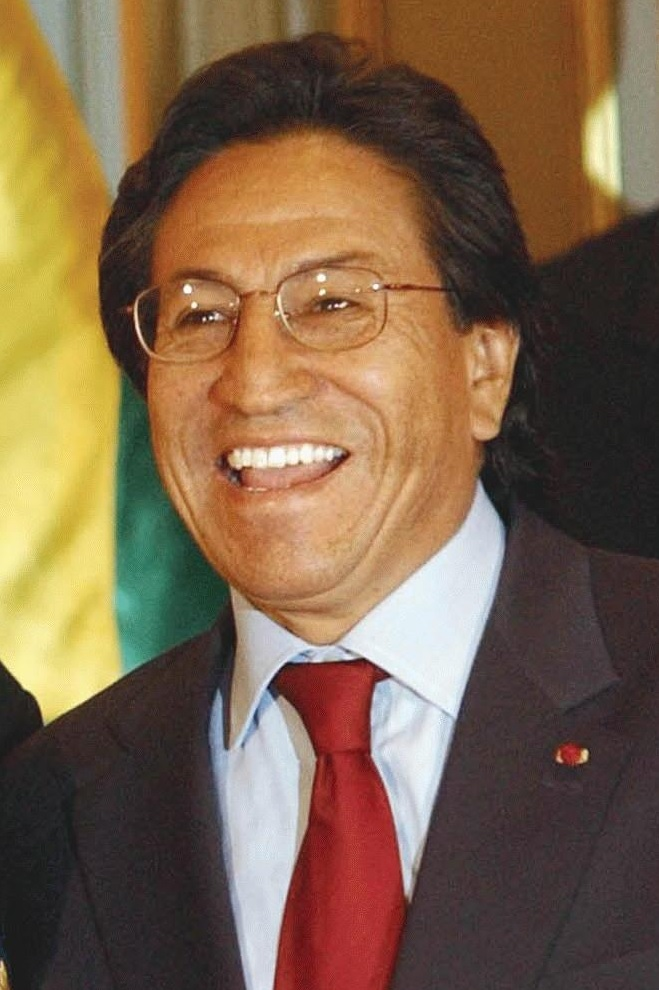
Alejandro Toledo (2001-2006) 79 anos
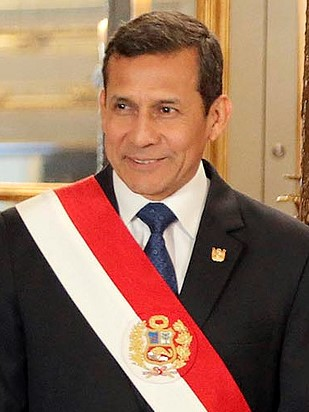
Ollanta Humala (2011-2016) 62 anos
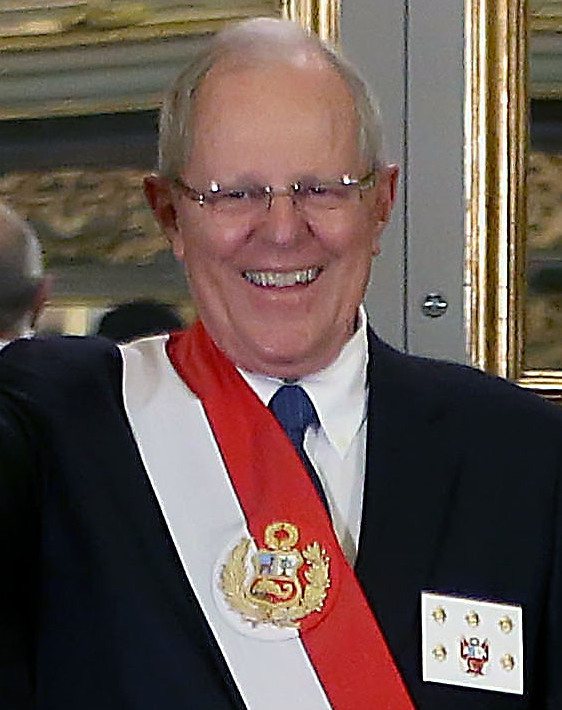
Pedro Pablo Kuczynski (2016-2018) 86 anos
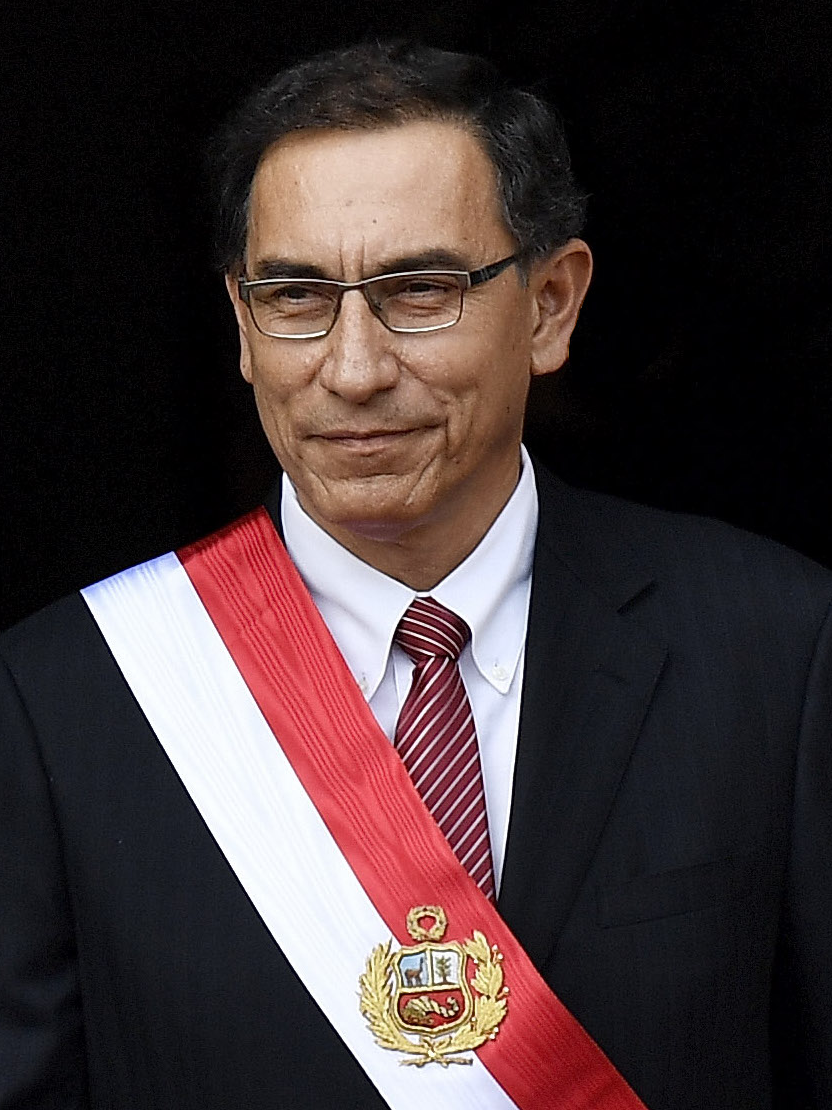
Martín Vizcarra (2018-2020) 62 anos
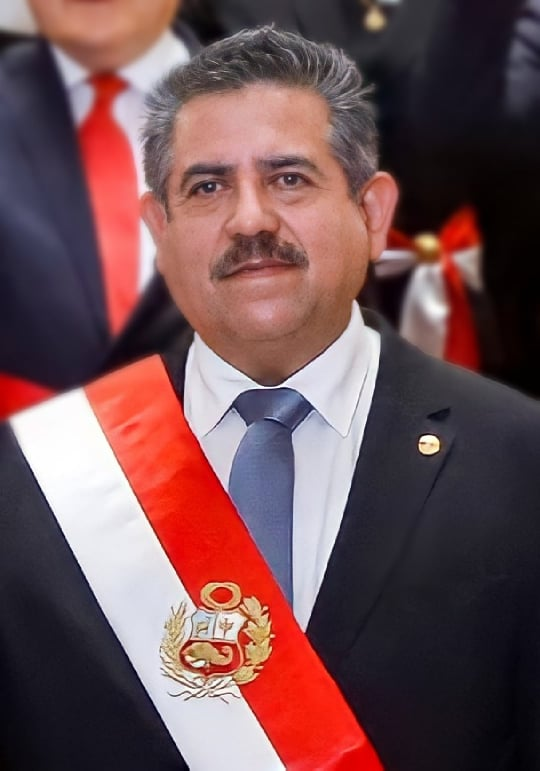
Manuel Merino (2020) 63 anos
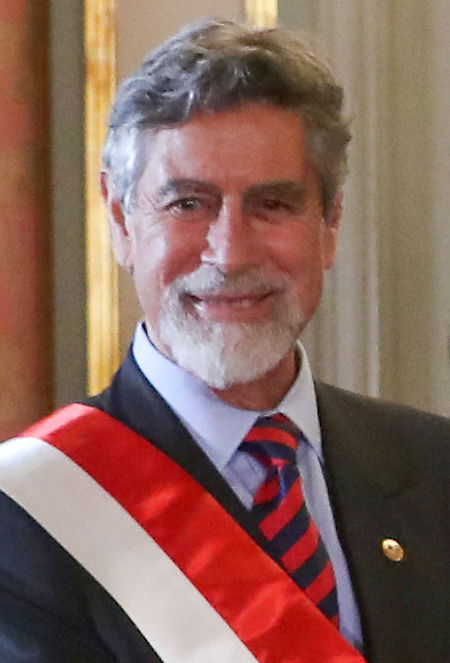
Francisco Sagasti (2020-2021) 80 anos
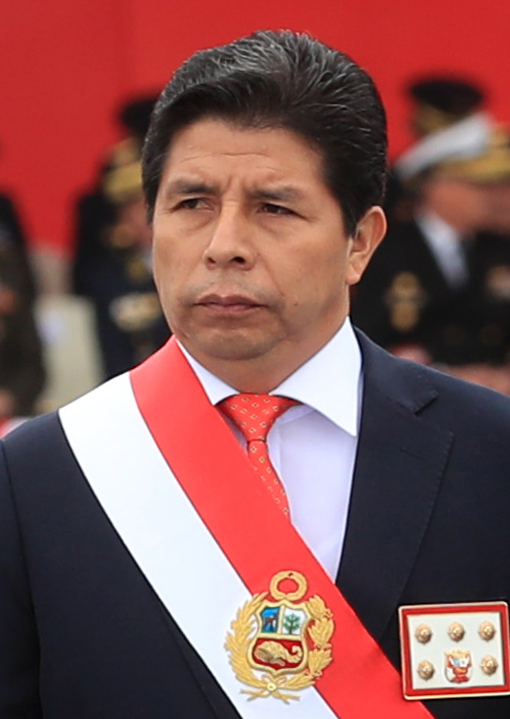
Pedro Castillo (2021-2022)
55 anos